# 1112
1112 (MCXII) a fost un an bisect al calendarului iulian.

## Evenimente
- 3 februarie: Contele Ramon Berenguer al III-lea al Barcelonei obține comitatul de Provence, ca urmare a căsătorie cu moștenitoarea acestuia, Douce de Gevaudan.

- 18 martie: Deschiderea conciliului de la Lateran: papa Pascal al II-lea preia drepturile de învestitură de la împăratul Henric al V-lea.

- 18 martie: Se declanșează o revoltă împotriva lui Henric al V-lea, care cuprinde Saxonia, Frizia și Westfalia.

- 10 aprilie: După 133 de zile de asediu, cruciații sunt nevoiți să renunțe la cucerirea orașului Tyr.

- 25 aprilie: Locuitorii din Laon, în Franța, proclamă comuna și îl ucid pe episcopul local.
- 1 noiembrie: La moartea lui Henric de Bourgogne, conte de Portugalia, căzut în timp ce îi asedia pe maurii din Astorga, începe domnia fiului său Afonso Enrique, în vârstă de 3 ani, sub regența mamei sale Teresa de Leon.

### Nedatate
- ianuarie: După eșecul de la Ascalon din 1111, regele Balduin I al Ierusalimului se îndreaptă împotriva Tyrului, considerat ca fiind inexpugnabil.

- aprilie-iunie: Eșecul unei tentative a atabegului de Mosul, Mawdud, de cucerire a Edessei.

- octombrie: Ca urmare a rezultatul negocierilor din anul anterior, împăratul Alexios I Comnen acordă negustorilor pisani un cartier din Constantinopol și alte privilegii, printr-un crisobul.

- decembrie: Roger de Salerno devine regent al principelui Bohemund al II-lea de Antiohia.
- Este întemeiat orașul Baden, în Germania.

- Împăratul Henric al V-lea îl proclamă pe Otto de Ballenstedt de Ballenstedt ca duce al Saxoniei.

## Arte, științe, literatură și filozofie
- Anonymus Gallus începe lucrul la "Gesta principium Polonorum", dedicată regelui Boleslaw al III-lea al Poloniei.

## Înscăunări
- 1 decembrie: Afonso Henrique, conte de Portugalia.
- decembrie: Roger de Salerno, ca regent al principelui de Antiohia.
- Alaungsithu, rege al statului Pagan, din Birmania (1112-1167).
- Otto de Ballenstedt, ca duce de Saxonia.

## Nașteri
- Adam de Saint-Victor, poet francez (d. 1192).

## Decese
- 6 aprilie: Gibelin de Sabran, arhiepiscop de Arles și patriarh latin de Ierusalim (n. 1045).

- 21 aprilie: Bertrand de Saint-Gilles, conte de Toulouse și primul conte de Tripoli (n. 1065).

- 13 mai: Ulric al II-lea de Carniola, margraf de Istria (1098-c.1107) și de Carniola (1098-1112)

- 5 octombrie: Sigebert de Gembloux, cronicar de limbă latină (originar din zona Belgiei de astăzi) (n. 1030).

- 1 noiembrie: Henric de Bourgogne, conte de Portugalia (n. 1066), căzut în luptă.

- 5 sau 12 decembrie: Tancred de Taranto, prinț de Galilea și regent al principatului de Antiohia (n. 1072).

- George al II-lea, rege al Georgiei.

- Kyanzitha, rege în Birmania.